# Número Central
Número Central es una compañía  de telecomunicaciones de Guatemala gestionada por Codevoz, S.A. Es una empresa desarrolladora de telefonía NGN (Red de siguiente generación). Sus operaciones nacen a partir de un importante trabajo de investigación y desarrollo en plataformas de VoIP, Asterisk y Sip Express Router.

## Historia
Número Central nace en el año 2008 cuando Codevoz S.A. firma un contrato de interconexión con una operadora de telefonía, esto le permite la ventaja de contar con numeración propia e interconexión con todas las operadoras de telefonía en Guatemala.

## Telefonía como un servicio en la red
Mientras que Internet ha transformado muchas industrias tradicionales como los bancos y los viajes era poca la innovación que existía en el sector de las Comunicaciones en Guatemala. Actualmente de acuerdo a la Superintendencia de Telecomunicaciones de Guatemala SIT existen más de 1.7 Millones de líneas de telefonía móvil. A este gran número de usuarios una buena parte corresponde a personas que tienen acceso a Internet. Esto en otras palabras significa que muchas personas son usuarios de Internet como destino pero que esto no les permite mejorar su servicio de telefonía. El concepto que fue desarrollado detrás de Número Central permitió a los usuarios configurar sus servicios de telefonía y les dio acceso a los registros de llamadas así como a procesar, desplegar y almacenar información relacionada con la gestión de contactos, buzón de voz, etc. Antes de esto, obtener esta información no era posible ya que toda quedaba registrada del lado del operador.